# Sven Höjer
Sven Hjalmar Olof Höjer, född 29 januari 1904 i Södertälje, död 1959 i Stockholm, var en svensk målare.
Han var son till bankkamreren Gustaf Arvid Höjer och Sofia Wilhelmina Elisabeth Tydén och från 1935 gift med Elly Margareta Andersson. Höjer studerade för Wilhelmsons målarskola och vid Otte Skölds målarskola i Stockholm 1926-1931 samt under studieresor i utlandet. Han medverkade i samlingsutställningar på Modern konst i hemmiljö och med Sveriges allmänna konstförening. Hans konst består av Stockholmsmotiv, gator och hamnvyer i vinterskrud, snöväder och med motiv hämtade från Söder Mälarstrand utförda i olja eller akvarell.